# Giorgos Savvidis
Giorgos Savvidis (Grieks : Γιώργος Σαββίδης) (Nicosia, 8 februari 1961) is een voormalige voetballer en voetbalcoach die voorkeur had voor middenvelder/aanvaller.

## Carrière
Savvidis speelde bij Olympiakos Nicosia, Omonia Nicosia en AEK Athene. Savvidis begon zijn carrière bij Olympiakos Nicosia. Nadat hij had lange carrière gespeeld bij Omonia Nicosia. In 1987 tekent hij bij AEK Athene voor 40 miljoen Drachme. Hij werd in 1988 benoemd tot aanvoerder van zijn team en hij werd kampioen in 1988. In het seizoen 1992-1993 keerde hij terug bij Omonia Nicosia om hen te helpen met hun 17e landstitel te winnen.
In 1996 beeindigt hij zijn voetbalcarrière.
Daarna begon hij zijn trainercarrière bij Digenis Morfou en hij won B' Kategoria in 1999-2000. De club promoveerde na bijna 30 jaar naar A Divizion. Hij vertrok na een tijd om een carrière na te streven samen met oude vriend Toni Savevski als zijn assistent-manager. In het seizoen 2001-02 was hij de assistent-trainer van Apollon Limassol en tussen 2002-2004 assistent-trainer van Omonia Nicosia.

## Erelijst

### Speler

#### Omonia Nicosia
- A Divizion (7) : 1980–1981, 1981–1982, 1982–1983, 1983–1984, 1984–1985, 1986–1987, 1992–1993
- Cypriotische voetbalbeker (3) : 1981–1982, 1982–1983, 1993–1994
- Cypriotische Super Cup (2) : 1982, 1983

#### AEK Athene
- Super League (2) : 1988–1989, 1991–1992
- Griekse League Cup (1) : 1989-1990
- Pre-Mediterranean Cup (1) : 1991
- Griekse supercup (1) : 1989

### Trainer

#### Digenis Morphou
- B' Kategoria (1) : 1999-2000